# جین فرگوسن
جین فرگوسن (انگلیسی: Jean Fergusson؛ ‏ ۳۰ دسامبر ۱۹۴۴ – ۱۴ نوامبر ۲۰۱۹) بازیگر اهل بریتانیا بود.
از فیلم‌ها یا مجموعه‌های تلویزیونی که وی در آن‌ها نقش داشته‌است، می‌توان به خیابان کورونیشن و در انتهای دوران میانسالی اشاره نمود.